# 戚袞
戚 袞（せき こん、519年 - 581年）は、南朝梁から陳にかけての儒学者。字は公文。本貫は呉郡塩官県。

## 経歴
梁の臨賀王府中兵参軍の戚覇の子として生まれた。幼くして建康に遊学し、三礼の講義を国子助教の劉文紹に受けた。19歳のとき、梁の武帝の命により孔子の言行や『周礼』・『礼記』の解釈について問題を出され、解答してみせた。揚州祭酒従事史に任じられた。
国子博士の宋懐方は北方の出身で、北魏から『儀礼』と『礼記』の疏をもたらしたが、その内容を生前秘密にして伝えなかった。宋懐方が死の床につくと、「わたしの死後に戚袞がもしやってきたら、『儀礼』と『礼記』の解釈本を譲るように。もしかれが来なければ、遺体とともに埋葬するように」と家人に遺言した。戚袞は太学博士を兼ねた。
蕭綱が皇太子となると、戚袞は召し出されて講義にあたった。あるとき蕭綱が儒者を集めて宴会を開き、道学についてたがいに質疑応答したが、中庶子徐摛の弁論が難解で、居ならぶ儒者たちも話を継ぐことができなかった。その中で戚袞は徐摛の言うところの意味を汲んで、徐摛と対話をつづけ、応答も流れるようであったため、蕭綱も感嘆した。まもなく戚袞は員外散騎侍郎となり、さらに員外散騎常侍に進んだ。承聖3年（554年）、敬帝が承制すると、戚袞は江州長史となった。沈泰が南豫州に出向すると、戚袞は沈泰に従って南豫州におもむいた。永定2年（558年）、沈泰が北斉に亡命すると、戚袞は強迫されてやむなく従った。後に鄴から逃げ出して帰国した。太建9年（577年）に程文季の下で北伐に従軍し、翌太建10年（578年）の呂梁の戦いの敗戦により北周に捕らえられた。しばらくして帰国し、国子助教を兼ね、中衛将軍・始興王府録事参軍に任じられた。太建13年（581年）、死去した。享年は63。
戚袞は梁に『三礼義記』を著したが、戦乱のために亡失し、『礼記義』40巻が当時に通行した。

## 伝記資料
- 『陳書』巻33 列伝第27
- 『南史』巻71 列伝第61